# Hermenegildo Miralles

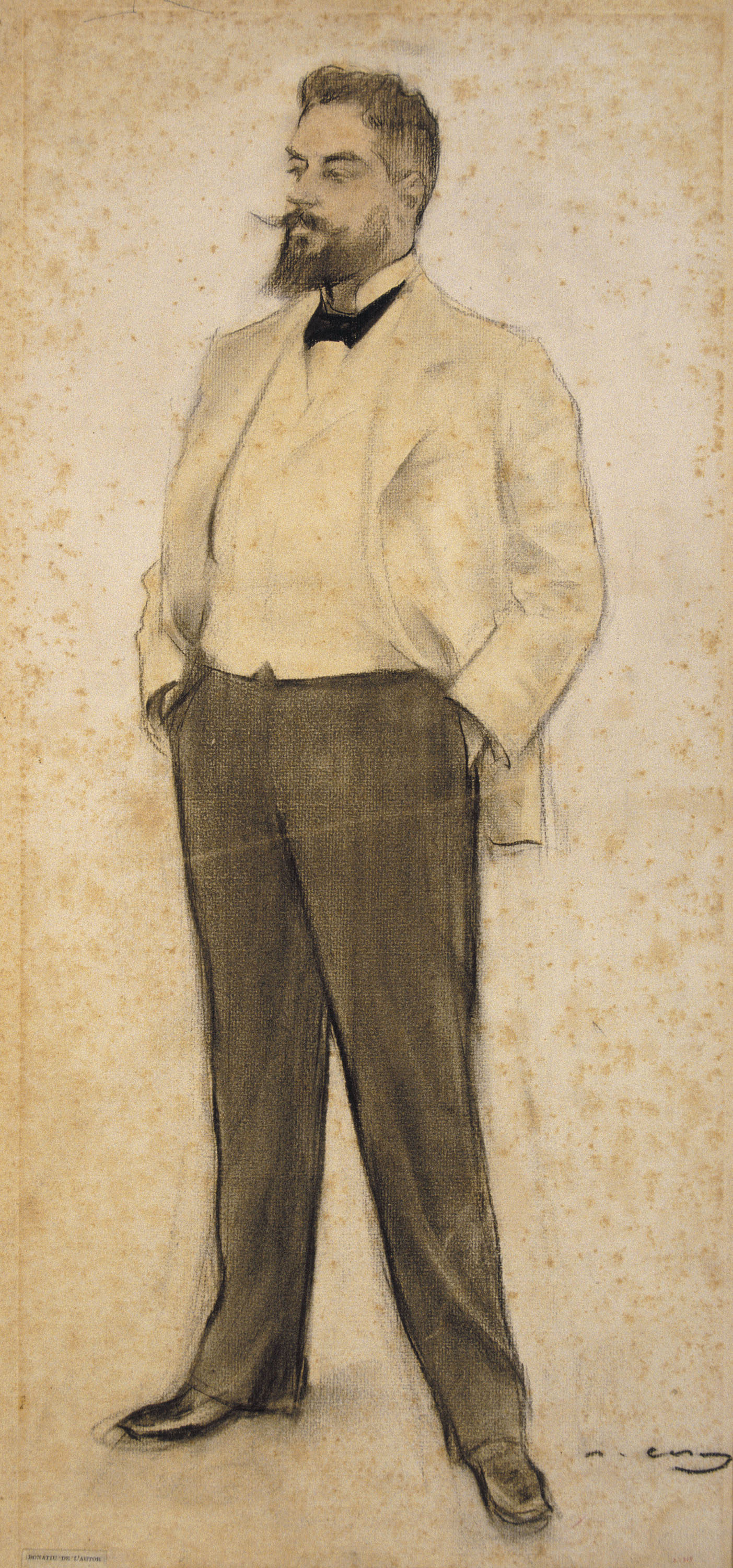
Hermenegildo Miralles dibujado por Ramón Casas

Hermenegildo Miralles Anglés  (Barcelona, 1859 – ídem, 1931) fue un encuadernador, litógrafo y decorador español.
Se formó en el taller de Pere Domènech i Saló, llegando a ser uno de los principales renovadores de la encuadernación en Cataluña, así como un destacado coleccionista de encuadernaciones modernistas. Fue el fundador y primer director de la revista Hispania. Fundó con Ramon de Montaner i Vila una gran empresa de litografía y encuadernación industrial, introduciendo las imitaciones de cartón piedra, que emplearon en lugares tan emblemáticos como el Café Torino y el Petit Torino.